# Fortuna (mythologie)
Pour les articles homonymes, voir Fortuna.
 (avril 2018).
Si vous disposez d'ouvrages ou d'articles de référence ou si vous connaissez des sites web de qualité traitant du thème abordé ici, merci de compléter l'article en donnant les références utiles à sa vérifiabilité et en les liant à la section « Notes et références ».

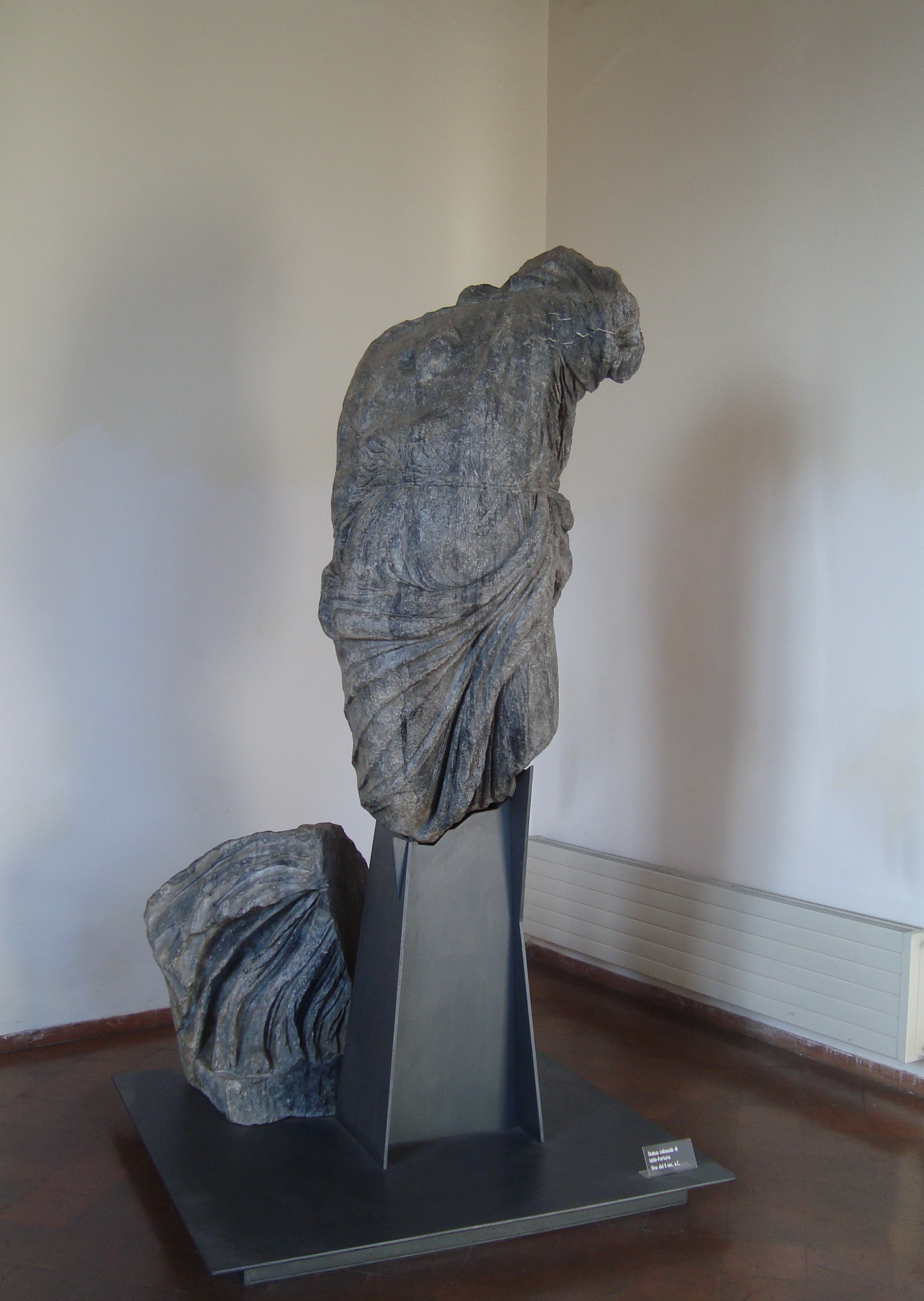
La statue de la Fortuna Primigenia (IIe siècle av. J.-C.) de Préneste, collections du Palais Barberini - Musée national d'archéologie prénestienne de Palestrina.

Fortuna, ou Fortune (Fortuna, ae en latin), est une divinité italique allégorique de la chance. Son nom dérive du latin « fors » qui signifie « sort ».
Elle est identifiée à la Tyché grecque et était peut-être à l'origine « porteuse de fertilité » (du latin « ferre », porter, apporter).

## Origine
Fortuna représente le destin avec toutes ses inconnues. Son nom dérive de « ferre » (porter, apporter). Dès la plus haute antiquité, elle était vénérée dans plusieurs provinces italiques, mais son culte le plus important se célébrait à Préneste dans le Latium, où un certain Numerius Suffustus[Quand ?], en creusant un rocher, avait découvert des « sortes » (tablettes) en chêne, sur lesquelles se trouvaient inscrites des formules mystérieuses qui servaient à rendre des oracles.
À Préneste, Fortuna était appelée « Primigenia », soit « Primordiale » (de Jupiter) et, par un paradoxe qui n'est point rare dans l'histoire des anciens mythes, elle était considérée tout à la fois comme la fille et la mère de Jupiter.
Fortuna Primigenia fut introduite à Rome en -204, à la fin de la deuxième guerre punique. Mais les Romains possédaient déjà une Fortuna, qu'ils disaient avoir favorisé l'étonnante ascension politique de Servius Tullius, l'esclave devenu roi. Une légende faisait de Servius Tullius le fils de Fortuna ; une autre en faisait son amant : la déesse, pour le visiter, se serait glissée, pendant la nuit, par une lucarne. La Porta Fenestella, à Rome, rappelait ce souvenir.
Fortuna était honorée sous de nombreux vocables et sous de nombreuses épiclèses spécifiques à une fonction. À Rome, elle portait le nom de Fortuna publica populi romani. Sous le nom de Fortuna Muliebris, protectrice des matrones univirae (mariées une seule fois), avait décidé Coriolan à lever le siège de Rome sur les instances de sa mère et des femmes romaines.
Les citoyens qu'une chance ou un malheur notoire illustrait possédaient une Fortuna. Jules César, surpris en mer par une tempête, dit à son pilote effrayé : « Que crains-tu ? Tu portes César et Fortuna. » Une statuette en or de Fortuna ne devait point quitter la chambre à coucher des empereurs. Au cours du règne d'Auguste, c'est à Fortuna Redux qu'on érige un autel pour célébrer le retour de l'empereur d'Orient ; Domitien lui consacra à son tour un temple en 93.

## Culte
On prétendait que son culte avait été introduit à Rome par Servius Tullius. Les Romains s'adressaient à elle au moyen d'une grande variété d'épithètes exprimant soit des aspects de ses faveurs, soit les catégories de personnes auxquelles elle accordait celles-ci.

### Temples
À Rome, elle avait plusieurs temples, sur le Palatin, au Forum Boarium où l'on a découvert les vestiges d'un temple dans l'aire de Sant'Omobono et dans le Largo di Torre Argentina, mais son sanctuaire le plus important se trouvait à Préneste. Elle demandait aux hommes de couvrir ses statues d'un voile épais pour symboliser le hasard aveugle.

### Fêtes religieuses
Sa fête était célébrée le 24 juin à Rome. C'était une fête populaire à laquelle une foule nombreuse assistait, et parmi elle un grand nombre d'esclaves. L'autel était situé près du Tibre, à environ 2 km en aval de la cité.

## Légende
Un voyageur qui après une longue marche s'endormit près d'un puits vit apparaître Fortuna qui lui demanda de se réveiller pour ne pas tomber. En effet s'il tombait, la réputation de la déesse en souffrirait alors que dans bien des cas, comme celui-là, ce sont les hommes qui s'attirent tout seuls les ennuis.
Mais une autre fois, un vieux fermier trouve un trésor dans la terre et remercie alors la déesse de la terre. Fortuna lui apparaît alors et se plaignit de l'ingratitude du fermier envers elle.

## Attributs

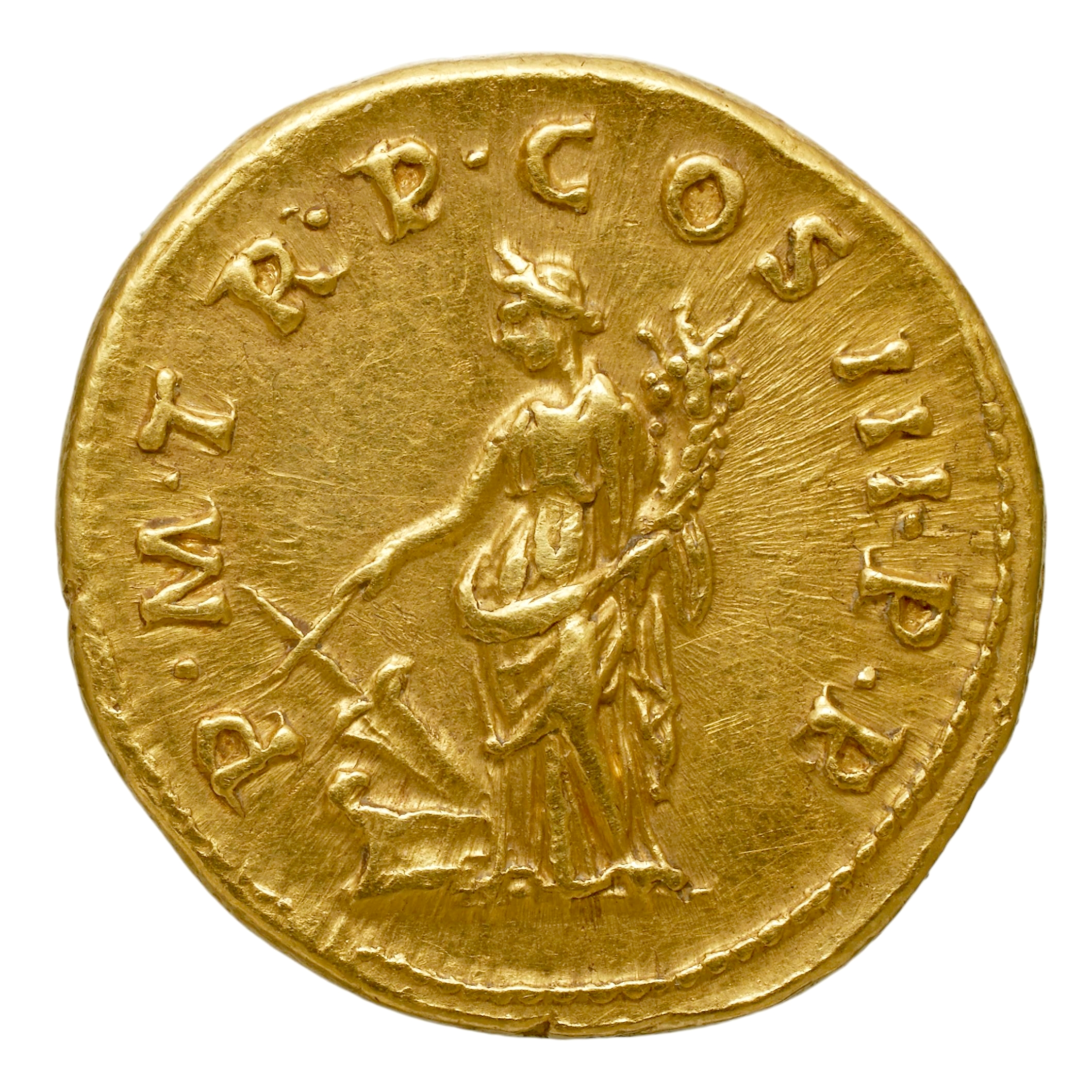
Trajan, aureus. Revers : la Fortune debout à gauche sur une proue, tenant un gouvernail et une corne d'abondance. Rome, 100 ap. J.C.

Les représentations, innombrables, de la Fortune ont comme attributs principaux la roue, la sphère, le gouvernail, la proue de navire, la corne d'abondance. La déesse est tantôt assise, tantôt debout ; elle porte parfois des ailes.

## Proverbes
Plusieurs proverbes latins ou français font intervenir la Fortune :
- latins : Audaces fortuna juvat, Fortes fortuna juvat (non littéralement : la fortune sourit aux audacieux).
- la roue tourne, chacun est artisan de sa fortune, la fortune vient en dormant, il faut saisir la fortune aux cheveux, avoir les mains pleines des cheveux de la fortune (avoir saisi les bonnes occasions) [voir aussi Kairos].

## Hommage
O Fortuna est un poème médiéval adressé à Fortuna, rendu célèbre par sa mise en musique dans la cantate Carmina Burana de 1936, du compositeur Carl Orff.
Fortuna est le nom choisi pour l'équipe des héroïnes dans le manga de cyclisme Long Riders!, en référence à l'un de ses attributs : la roue[réf. nécessaire].